# Danny Amendola
Daniel James Amendola (2 de novembro de 1985) é um wide receiver e punt returner aposentado de futebol americano que jogou pela National Football League (NFL). Ele jogou futebol americano universitário pela Texas Tech. Ele assinou com os Dallas Cowboys como um jogador não-Draftado em 2008, jogou durante quatro temporadas pelos St. Louis Rams e se juntou ao New England Patriots como um agente livre em março de 2013. Após cinco temporadas em New England e dois anéis de campeão do Super Bowl, assinou contrato com o Miami Dolphins em 2018. Em 2019, foi para os Lions, jogando até 2020. Seguiu para os Houston Texans em 2021, time pelo qual se aposentou. Em 2023, ele se tornou treinador assistente do Las Vegas Raiders.